# Gasteracantha quadrispinosa
Gasteracantha quadrispinosa är en spindelart som beskrevs av O. Pickard-Cambridge 1879. Gasteracantha quadrispinosa ingår i släktet Gasteracantha och familjen hjulspindlar. Inga underarter finns listade i Catalogue of Life.